# Кахоку (город)
Кахоку (яп. かほく市 Кахоку-си) — город в Японии, находящийся в префектуре Исикава. На 31 января 2018 года численность населения города составляла 35 188 человек в 12 787 домохозяйствах, а плотность населения составляла 550 человек на км².

## Географическое положение
Город расположен на острове Хонсю в префектуре Исикава региона Тюбу. С ним граничат посёлки Цубата, Утинада, Ходацусимидзу. Это примерно в 20 км к северу от столицы Канадзавы или в тридцати минутах езды на поезде. Кахоку расположен на берегу Японского моря и граничит с посёлком Ходацусимидзу на севере, посёлком Цубата на востоке и городом Учинада на юге. Географически с востока на запад Кахоку состоит из горного региона, холмистого региона, террасного региона, низменного региона и прибрежного региона. В северной части города река Оми впадает в Японское море, а в южной части река Унокэ впадает в лагуну Кахоку, которая является самой южной частью города.

## История
Территория вокруг Кахоку в основном входила в состав древней провинции Кага, а небольшая часть ее северной части относилась к провинции Ното. Район стал частью княжества Кага во время сёгуната Токугава периода Эдо. После реставрации Мэйдзи район был организован в район Кахоку, Исикава. Деревни Такамацу, Нанацука и Унокэ были основаны с созданием современной системы муниципалитетов 1 апреля 1889 года. Такамацу был повышен до статуса города 1 августа 1922 года, Нанацука — 11 февраля 1940 года, а Унокэ — 11 февраля 1948 года. Три города объединились 1 марта 2004 года, образовав город Кахоку.

## Население
Население города составляет 34 287 человек (1 июля 2014), а плотность — 529,45 чел./км². Изменение численности населения с 1980 по 2005 годы:
| 1980 | 34 106 чел. |  |
| 1985 | 34 628 чел. |  |
| 1990 | 34 207 чел. |  |
| 1995 | 34 722 чел. |  |
| 2000 | 34 670 чел. |  |
| 2005 | 34 847 чел. |  |

## Символика
Деревом города считается сакура, цветком — Rosa rugosa, птицей — морской зуёк.